# Leonardo Ivkić
Leonardo Ivkić (* 30. Jänner 2003) ist ein österreichisch-kroatischer Fußballspieler.

## Karriere

### Verein
Ivkić begann seine Karriere beim SK Cro-Vienna. Im September 2014 wechselte er in die Jugend des SC Team Wiener Linien. Zur Saison 2017/18 kam er in die Akademie des FK Austria Wien. Im Jänner 2020 rückte er in den Kader der zweiten Mannschaft der Austria, für die er allerdings in der Saison 2019/20 noch nicht zum Einsatz kam.
Im April 2021 debütierte er schließlich in der 2. Liga, als er am 21. Spieltag der Saison 2020/21 gegen den SC Austria Lustenau in der 87. Minute für Esad Bejic eingewechselt wurde. Im Juli 2021 erhielt er einen Profivertrag bei der Austria und rückte in den Kader der ersten Mannschaft.
Sein Debüt für die erste Mannschaft in der Bundesliga gab der Rechtsverteidiger im August 2021 gegen die WSG Tirol, als Ivkić in der Startelf stand in der 75. Minute gegen Can Keles ausgewechselt wurde. Insgesamt kam er für die Austria zu zwölf Bundesligaeinsätzen, ehe er zur Saison 2023/24 auf Kooperationsbasis an den Zweitligisten SV Stripfing verliehen wurde. Für Stripfing kam er verletzungsbedingt aber nur zu fünf Zweitligaeinsätzen.
Zur Saison 2024/25 wechselte er zum Regionalligisten Wiener Sport-Club.

### Nationalmannschaft
Ivkić spielte im Juni 2017 zweimal für die kroatische U-14-Auswahl. Nach den zwei Einsätzen für Kroatien wechselte er zum österreichischen Verband und kam im Oktober 2017 erstmals für eine österreichische Auswahl zum Einsatz. Im September 2019 debütierte er gegen Rumänien für das U-17-Team, für das er bis Oktober 2019 sechsmal zum Einsatz kam. Im Juni 2021 gab er gegen Italien sein Debüt für die U-18-Auswahl. Im September 2021 gab er gegen die Türkei sein Debüt im U-19-Team.
Im November 2021 spielte er gegen Aserbaidschan erstmals in der U-21-Mannschaft. Mit der U-19-Auswahl nahm er 2022 an der EM teil. Während des Turniers kam er zu einem Einsatz, mit Österreich schied er aber in der Gruppenphase aus und verpasste anschließend auch die Qualifikation für die WM.